# Bukaresti Petőfi Művelődési Társaság
A Bukaresti Petőfi Művelődési Társaság (BPMT) a Bukarestben élő magyarság kulturális szervezete, székhelye Bukarestben van.
A BPMT jogutóda az Egyesült Magyar Társulatnak (önsegélyező egyesületnek) és folytatója a bukaresti magyarság kulturális szervezetei mintegy 150 éves haladó hagyományainak.

## Története
Az 1989-es romániai rendszerváltás kínálta lehetőségeket kihasználva, egy értelmiségiekből álló kezdeményező bizottság közgyűlést hívott össze a bukaresti Petőfi Sándor Művelődési Házba (röviden Petőfi-házba). Az összejövetel célja egy a bukaresti magyar művelődési társaságok hagyományait fölvállaló társaság létrehozása volt. Az 1991. február 27-én megtartott alakuló gyűlés egyöntetűen megszavazta a Bukaresti Petőfi Művelődési Társaság létrejöttét és egyben 11 tagú intézőbizottságot fogadott el. Ugyanakkor elfogadta a BPMT alapszabályzatát és a számvevő testület személyi összetételét.
A Társaság egyik alapító tagja és haláláig alelnöke Zágoni Albu Zoltán.

## Célkitűzései
- a Bukarestben élő magyarság kulturális életének fellendítése (könyvtár, ismeretterjesztő kiadványok, ünnepségek, tárlatok, filmbemutatók stb.), a kulturális hagyományok ápolása, nemzeti önazonosság megőrzése céljából
- az anyanyelv művelése, az anyanyelvű oktatás támogatása
- a román nép, valamint a nemzeti kisebbségek kulturális értékeinek népszerűsítése, a kölcsönös tisztelet, barátság és megértés jegyében
- a bukaresti magyar közösség szociális gondjainak felkarolása
- a bukaresti magyarság történetének és történeti emlékeinek, a román-magyar kapcsolatok bukaresti hagyományainak feltárása
- a régi hagyományok felújításaként egy helyi érdekű lap kiadása
- a kapcsolatteremtés és – tartás hazai és külföldi társaságokkal
- alapítvány létesítése a BPMT célkitűzéseinek anyagi támogatására, hazai és külföldi adományok elfogadása és kezelése

Kitűzött célja eléréséért a BPMT tiszteletben tartja az ország törvényeit, együttműködik a helyi hatóságokkal, kulturális intézményekkel és – nem utolsósorban - az egyházakkal.

## Vezető szervei
- közgyűlés
- igazgató tanács

## Kiadványaiból
- A bukaresti Petőfi Művelődési Társaság értesítője, 1991-1993 / szerk. Györfi Ibolya ; [borítóterv Damó István rajzának felhasználásával Köllő Miklós]. - Bukarest: Kriterion, 1995 (Marosvásárhely: Lyra ny.). 195 p. ;
- A bukaresti Petőfi Művelődési Társaság értesítője, 1994-1997 / szerk. Györfi Ibolya; [borítóterv Damó István rajzának felhasználásával Köllő Miklós készítette] ; [fényképek Vajda Ferenc, Székely Károly] ; [rajzok Neculai Ionescu-Ghinea]. - Bukarest: Kriterion, 1998 (Marosvásárhely: Lyra Kft. ny.) 195 p.